# 나디아 울
나디아 울(Nadja Uhl, 1972년 5월 23일 ~ )은 독일의 배우이다.

## 출연 작품
- 팀 탈러, 웃음을 팔아버린 소년 (2017)
- 보헤미안 걸 (2014)
- 300 월트 도이치 (2013)
- 사일런트 칠드런 (2012)
- 멘 인 더 시티 (2009)
- 아이브 네버 빈 해피어 (2009)
- 바더 마인호프 (2008)
- 사랑 후에 남겨진 것들 (2008)
- 발코니에서 맞은 여름 (2006)
- 포 미니츠 (2006)
- 라우트로스 (2004)
- 부서진 유리 (2002)
- 쌍둥이 자매 (2002)
- 마이 스윗 홈 (2001)
- 불났을 땐 어쩌지? (2001)
- 레전드 오브 리타 (2000)